# Desarrollo de uso mixto
Un desarrollo de uso mixto o complejo de uso mixto combina múltiples usos dentro de un mismo espacio, tales como fines residenciales, de oficinas, hoteles, centros comerciales, espacios industriales y lugares comunitarios. Ejemplos son Parques Polanco, Toreo de Cuatro Caminos, y Ciudad Jardín Bicentenario en el Área metropolitana de la Ciudad de México. 